# Памятой
Памятой (чечен. Пхьаьмта) — село в Шатойском районе Чеченской Республики. Административный центр Памятойского сельского поселения.

## Этимология
Название состоит из двух частей: «Пхьа — поселение» и «матт — место». Чеченский исследователь Сулейманов А. С. этимологизировал название как «место поселения».

## География
Село расположено на правом берегу реки Вердыэрк, к юго-востоку от районного центра Шатой.
Ближайшие населённые пункты: на юге — село Гуш-Керт, на юго-востоке — село Мускали, на востоке — село Юкерч-Келой, на западе — село Вашиндарой, на юго-западе — сёла Горгачи и Нихалой, на юго-востоке — село Урдюхой.

## История

### Ранний период
На окраине села в 2021 году проводились раскопки. Было выявлено городище и могильник аланской культуры датируемые IX—XIII веками. На территории городища был зачищен фундамент боевой башни, который сложен из огромных обработанных каменных блоков.

### Период СССР
В 1944 году, после депортации чеченцев и ликвидации ЧИ АССР, селение Памятой было переименовано в Орловку и заселено выходцами из соседнего Дагестана. После восстановления Чечено-Ингушской АССР, населённому пункту было возвращено его прежнее название Памятой, а выходцы из Дагестана переселены обратно.

## Население
| 1990 | 2002 | 2010 |
| ---- | ---- | ---- |
| 287  | ↘64  | ↗192 |

## Образование
- Памятойская муниципальная средняя общеобразовательная школа[10].